# Мусатов, Михаил Иванович
Михаил Иванович Мусатов (23 августа 1950 — 13 декабря 2022) — российский политический деятель. Депутат Государственной думы РФ с I по V созыв.

## Биография
Родился 23 августа 1950 года в городе Красносельске Красносельского района Армянской ССР.
Служил в Вооруженных Силах СССР в ракетных войсках стратегического назначения и военно-космических войсках в Прибалтийском, Белорусском и Московском военных округах на различных должностях офицера-политработника.
Являлся депутатом Государственной Думы России с 1995 года. Он являлся членом Либерально-демократической партии России и заместителем председателя Комитета Госдумы по обороне. Перед избранием в Государственную Думу был председателем отделения ЛДПР по городу Москва. Он имел докторскую степень в области политики и права.
Скончался 13 декабря 2022 года. Похоронен на кладбище деревни Куприяниха Домодедовского района Московской области
Его сын, Иван Мусатов, тоже депутат Государственной Думы. Входил в первую тройку ЛДПР на выборах в Государственную Думу в 1999 году. Список ЛДПР был снят с регистрации.

## Заслуги
Награждён орденом «За службу Родине в Вооружённых Силах СССР» III степени (Указ ПВС СССР № 1209 от 22 февраля 1990 года), имеет более двадцати медалей за период прохождения службы в Вооружённых Силах СССР. Удостоен Благодарности Президента Российской Федерации и почётной грамоты Правительства Российской Федерации «За заслуги в законотворческой деятельности и активное участие в развитии парламентаризма в Российской Федерации».

## Доходы
Согласно последней декларации за 2010 год доход Мусатова составил 13 млн руб., также он указал владение 28 квартирами, восемью жилыми домами, в том числе в Дубае, и семью автомобилями. По данным издания «Проект» у Мусатова есть несколько бизнесов: от доли в банке «Глобус» до компаний, занимающихся недвижимостью.